# Ajayi Agbebaku
Ajayi Agbebaku (6 de janeiro de 1955) é um ex-atleta nigeriano, especialista no triplo salto. Participou nos Jogos Olímpicos de Verão de 1984, em Los Angeles, onde se classificou em sétimo lugar na final.
A sua marca de 17,26 m, com que logrou alcançar a medalha de bronze nos Campeonatos do Mundo de 1983, celebrados em Helsínquia, permanece ainda como recorde do seu país e segunda melhor marca africana de todos os tempos.